# Kościół św. Stanisława w Rosku
Kościół św. Stanisława – katolicki kościół parafialny znajdujący się w Rosku (gmina Wieleń), na północnym skraju Puszczy Noteckiej.
Kościół z cegły i granitowych ciosów wzniesiono w latach 1856-1859. Do wyposażenia wnętrza należy m.in. ołtarz główny, neobarokowy z około 1860 i dwa ołtarze boczne: barokowy z około 1630 oraz rokokowy z XVIII wieku. Późny barok reprezentuje natomiast ambona (druga połowa XVIII wieku). Rzadkie są porcelanowe świeczniki.
Przy drzwiach głównych umieszczona została tablica pamiątkowa ku czci urodzonego w Rosku muzykologa i kompozytora - prof. Floriana Dąbrowskiego. Jego ojciec (Bolesław) był dyrygentem miejscowego chóru Lutnia, który istnieje do dziś, i którego pomnik znajduje się w pobliżu. Tablicę powieszono 5 września 2004. Druga tablica zewnętrzna upamiętnia ks. Antoniego Niedbała (1872-1941), będącego proboszczem w Rosku od 1917, zamordowanego w poznańskim Forcie VII przez Niemców.
Przy kościele stoją grobowce Pawlików, Marii Gapskiej, ks. proboszcza Stanisława Góreckiego (23.9.1837-24.4.1899), głaz upamiętniający ofiary II wojny światowej z orłem i pomnik powstańców wielkopolskich. W 2014 posadzono tu z inicjatywy prezydenta Bronisława Komorowskiego Dąb Wolności upamiętniający odzyskanie wolności przez Polskę w 1989.

## Galeria

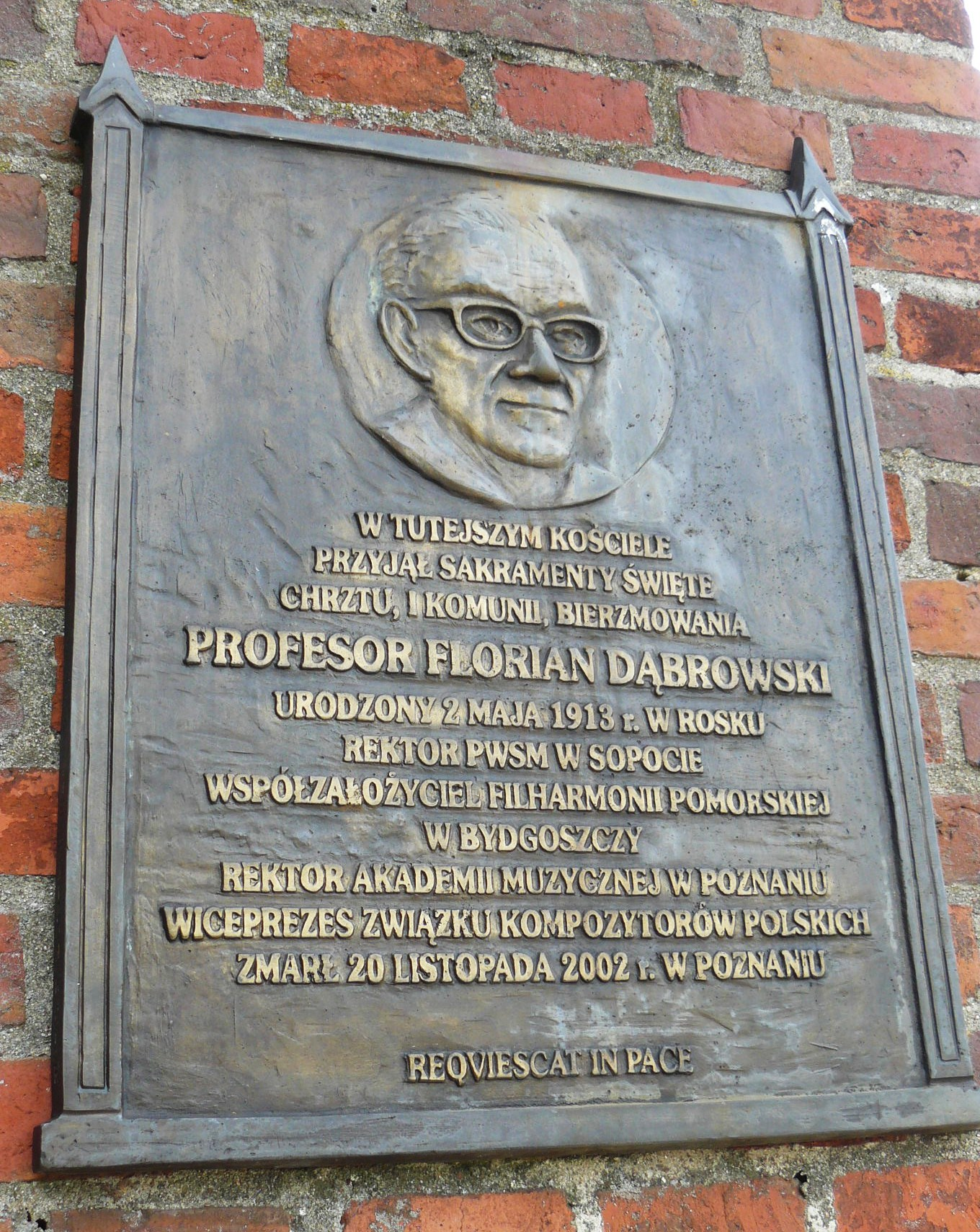
Tablica F. Dąbrowskiego
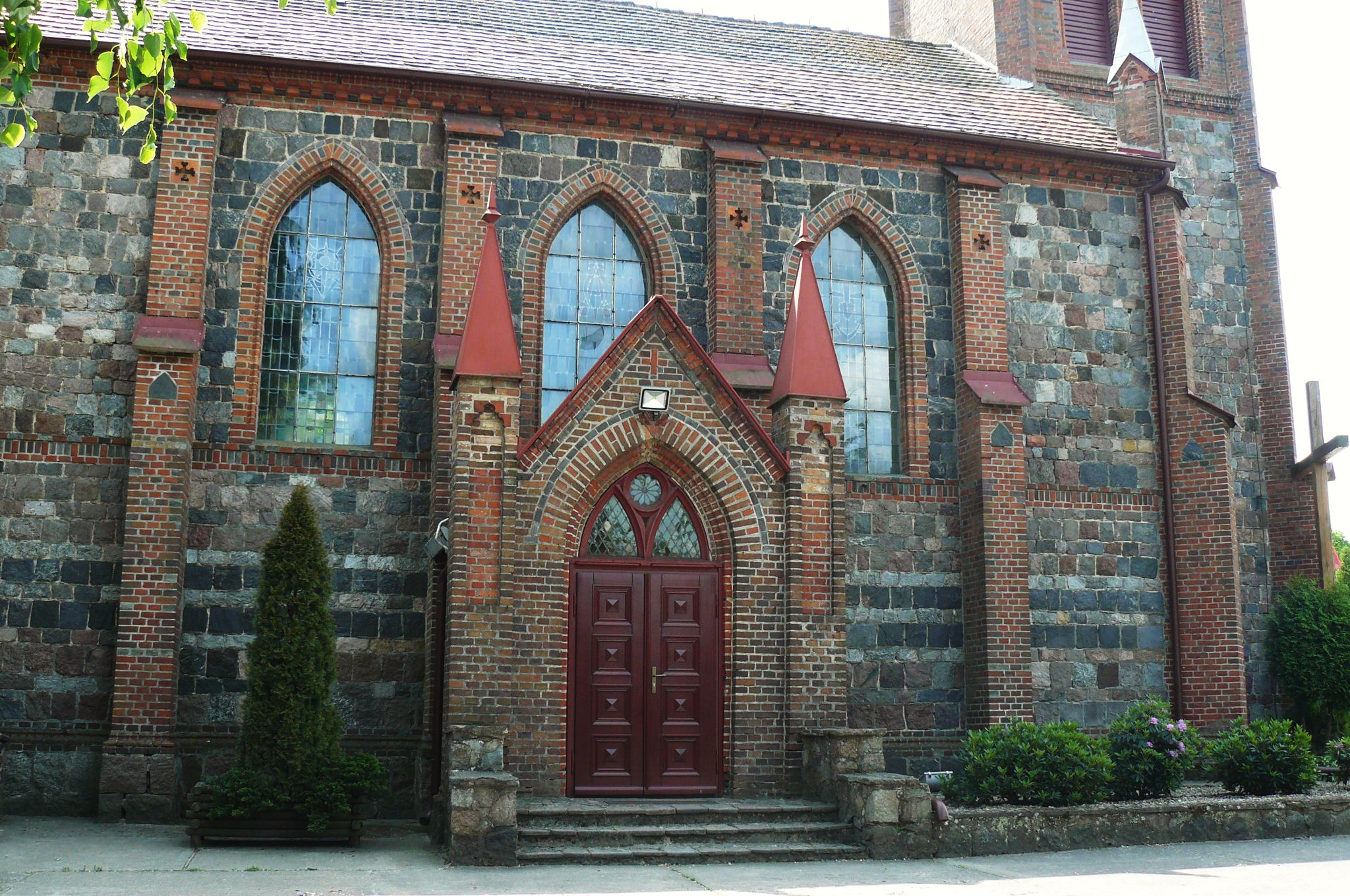
Detal elewacji
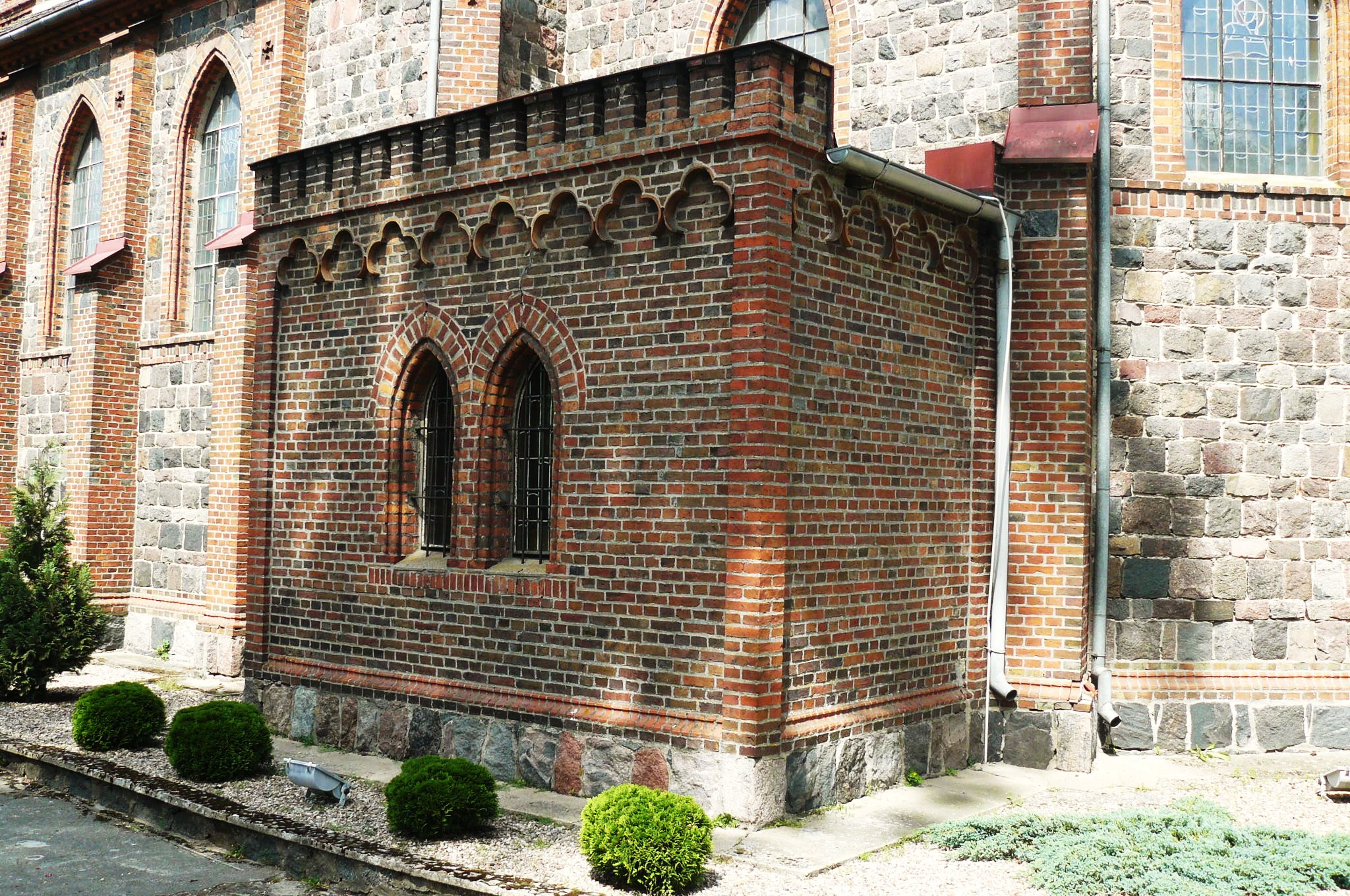
Zakrystia